# Outlet

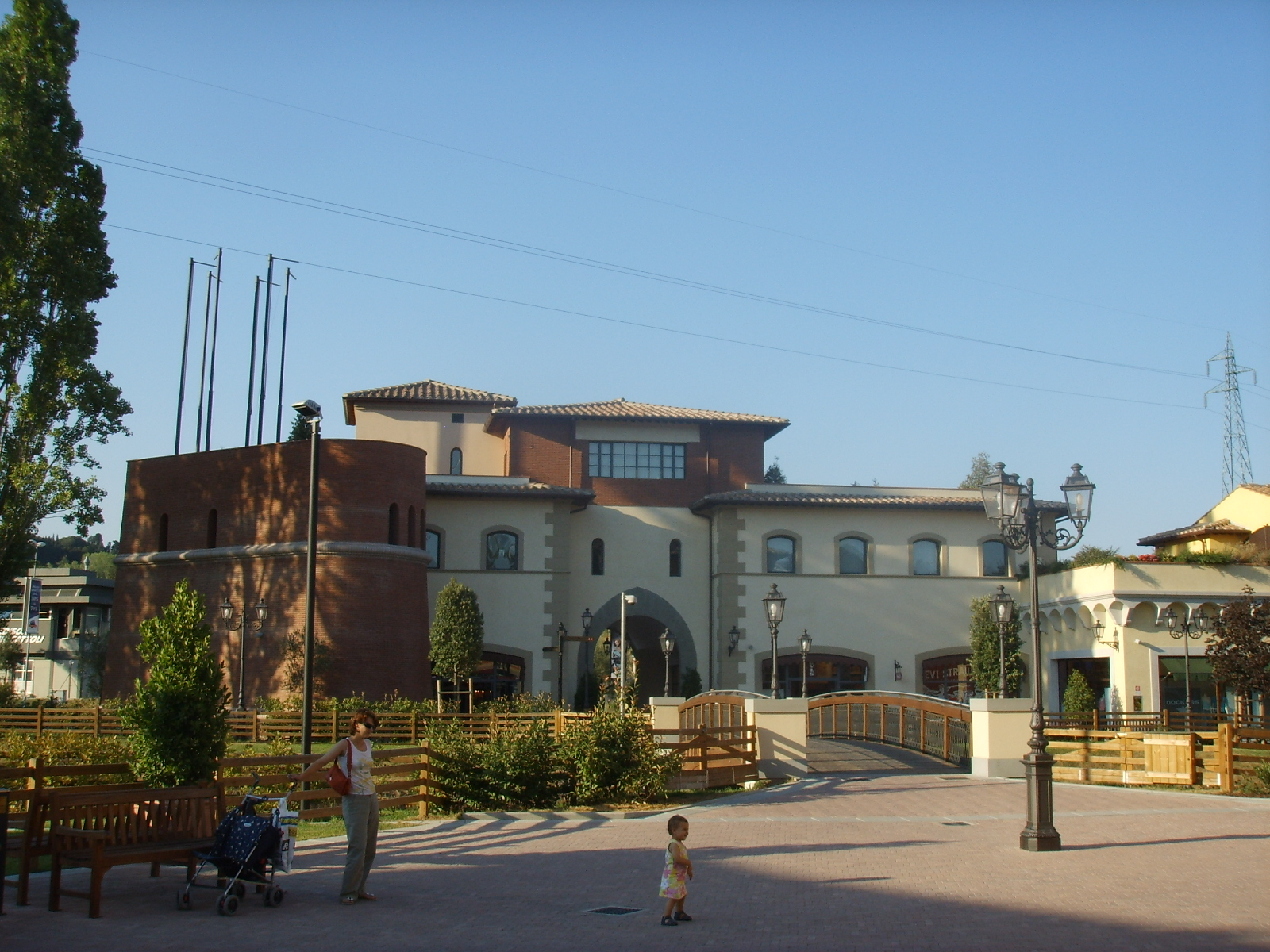
Un "designer outlet" a Barberino di Mugello, progettato come un borgo rinascimentale (catena McArthurGlen).

L'outlet può essere un singolo negozio (spaccio aziendale o commerciale) o un centro commerciale specializzato nella vendita al dettaglio di prodotti di marche famose o meno, invenduti o usciti dal catalogo più recente del produttore e nella vendita di prodotti di marche ben precise. Comunque negli ultimi anni, data la continua crescita di domanda di prodotti outlet, alcune produzioni vengono espressamente dedicate a questo canale di distribuzione commerciale.
Il prodotto, prevalentemente di marchi prestigiosi o di qualità o, in particolare per la moda, di celebri firme, viene destinato ai negozi dell'outlet e messo in vendita a prezzi inferiori. In questo modo il produttore può cedere i prodotti invenduti o difettosi e il consumatore può acquistare beni di vario genere (capi d'abbigliamento o scarpe, oggetti di design o alimentari, articoli sportivi, mobili, accessori ecc.) ideati da marchi famosi ottenendo uno sconto rilevante sul prezzo originale.
Talora questi prodotti sono rivenduti nello spaccio aziendale dello stesso produttore (a volte dato in gestione in conto terzi); più frequente è appunto la formula del centro commerciale outlet, ossia una galleria di negozi, sia monomarca che multimarca, radunati entro una stessa struttura, con servizi in comune.
Gli ambienti degli outlet, solitamente, non sono dissimili dai normali negozi o centri commerciali; ne ricalcano l'organizzazione sia logistica che architettonica. La disposizione e l'esposizione delle merci, tuttavia, risulta molto meno appariscente e il servizio è orientato al self service.
I diritti dei consumatori, nell'ambito di acquisti effettuati presso un outlet, sono regolarmente tutelati dalla legge per quanto concerne esposizione dei prezzi, trasparenza di sconti ed eventuali difetti della merce, resi, garanzie ecc.
Il fenomeno degli outlet, in particolare nel nord Italia, sta vivendo in questi ultimi anni una fase di ampia crescita sia di richiesta sia di offerta.

## Definizione
Con il termine si vuole indicare l'aggregazione, in uno stesso edificio o su una stessa area gestiti in modo unitario da un unico soggetto, di più punti vendita monomarca (Factory Outlet Store), prevalentemente dei settori dell'abbigliamento e delle calzature, e comunque del settore non alimentare, che commercializzano i propri prodotti a prezzi ribassati rispetto a quelli che vengono venduti mediante la rete del commercio tradizionale, in quanto si tratta di prodotti appartenenti alle collezioni degli anni precedenti rimaste invendute, oppure di prodotti creati appositamente per questo tipo di distribuzione.
È questa la tipologia “semplice” degli outlet detti Factory Outlet Center, mentre a quella “complessa”, meglio conosciuta come Factory Outlet Village, si aggiungono altri elementi. Questi sono solitamente costituiti dalle grandi dimensioni delle strutture di vendita, solitamente superiori ai 10.000 m², la localizzazione extraurbana in aree ad alta accessibilità automobilistica, la configurazione di tipo open air che imita il contesto urbano, la presenza di servizi, come ad esempio la ristorazione, e di alcuni negozi di tipo tradizionale (ovviamente non del settore dell'abbigliamento), e il bacino d'utenza molto ampio, solitamente superiore alle due ore di viaggio in auto.

## Storia
La nascita dei Factory Outlet Center è strettamente connessa al concetto di spaccio aziendale. Lo spaccio aziendale del settore non alimentare, infatti, porta con sé la filosofia di eliminare le rimanenze di magazzino, costituite per lo più da prodotti di seconda scelta, collezioni fallite o prototipi, oltre che dai prodotti invenduti. Il riconoscimento della potenzialità di questo sistema di vendita, che permette la possibilità di un risparmio da parte del cliente, ha portato all'aggregazione in un'unica area di più Factory Outlet Store, e quindi alla creazione nel 1974 di Vanity Fair, il primo Factory Outlet Center, il quale è stato realizzato a Reading in Pennsylvania (USA). Successivamente questo format di vendita è sbarcato anche in Europa, e più precisamente in Gran Bretagna a metà degli anni ottanta.

## Gli outlet in Italia

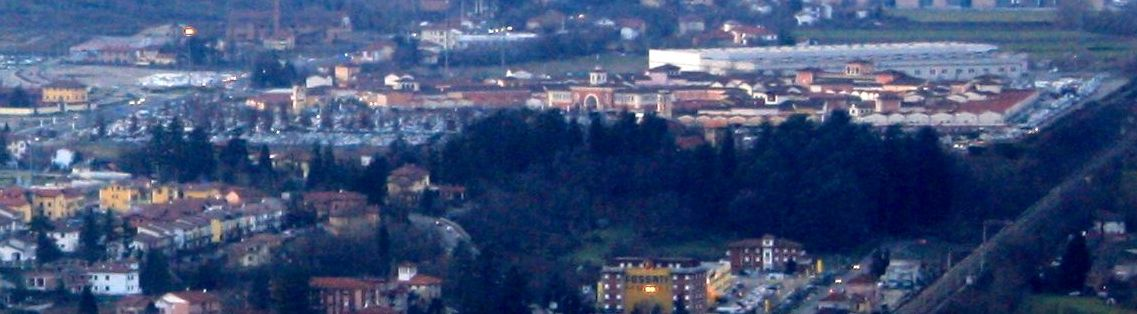
L'Outlet di Serravalle Scrivia (AL), il più grande d'Europa con 180 negozi

In Italia, il primo outlet viene realizzato a Saronno (VA) nel 1994 dalla Fifty Outlet Group, la struttura è di tipo "semplice" e le dimensioni sono molto contenute. Al 1995 risale l'apertura di FoxTown Factory Stores, che però si trova a Mendrisio, nella Svizzera Italiana, a pochi chilometri dal confine italo-svizzero.
Nel 1999, invece, apre a Serravalle Scrivia (AL) il primo Factory Outlet Village in Italia, realizzato dalla BAA McArthur Glen, e da allora questa sarà la tipologia dominante. Dal 2002 si assiste a una grossa crescita nella diffusione di questa struttura commerciale nel centro Italia, come il "Valmontone Outlet" aperto a Valmontone (Roma) e soprattutto nel nord-ovest, come il Mondovicino Outlet Village aperto a Mondovì (CN) nel 2007. Del 2008 l'inaugurazione del "Palmanova Outlet Village" ad Aiello del Friuli (UD).
I Factory Outlet Center di tipo "semplice" come quello di Verrone (BI) o di Leccio (Reggello) (FI), risultano per lo più legati alla presenza dei distretti industriali dell'abbigliamento, cosa che invece non accade con i Factory Outlet Village.
Al 31 dicembre 2012 risultano attivi in Italia 33 outlet, di questi 22 sono Factory Outlet Village.
Come numero di outlet l'Italia si trova al secondo posto tra gli stati europei, preceduta solamente dal Regno Unito.
Il 24 marzo 2017 viene aperto nella periferia torinese il "Torino Outlet Village" destinato esclusivamente alla moda di lusso. Sviluppato su 20.000 metri quadrati, comprende 90 negozi (destinati a diventare 120).
Se l'outlet è in prevalenza organizzato per il settore della moda, calzature, abbigliamento e accessori, intorno ad esso si crea un indotto di servizi retail: bar, ristoranti, negozi di prodotti tipici, hi-tech e articoli di arredamento, parchi divertimenti, librerie, centri benessere, aree verdi con accesso wi-fi.

Tutto ciò rende l'outlet una vera e propria meta turistica, in genere aperta tutto l'anno